# Upplands runinskrifter 428
Upplands runinskrifter 428 är en vikingatida runsten av röd granit i Viggeby, Norrsunda socken och Sigtuna kommun. Runstenen står i ett gravfält, cirka 2-3 meter söder om landsvägen. Den är omkring 2,3 meter hög och 2 meter bred vid basen. Runhöjden är 10 centimeter. Stenen har varit sprucken i fyra delar, men är lagad. En del av runstenen saknas emellertid. Enligt Gunnar Gihl är ristningen sannolikt utförd av Fot eller efter mönster från en av Fots ristningar.

## Inskriften
Translitterering av runraden:
§P × kunar × auk × kulaug × litu × raisa × st[ain × ifti](ʀ) × uiki (a)... × sun sin × 
§Q × kunar × auk × kulaug × litu × raisa × st[ain × ifti](ʀ) × uiki(a)... × sun sin ×
Normalisering till runsvenska:
§P Gunnarr ok Gullaug letu ræisa stæin æftiʀ uiki ..., sun sinn. 
§Q Gunnarr ok Gullaug letu ræisa stæin æftiʀ Vighia[lm], sun sinn.
Översättning till nusvenska:
Gunnar och Gullög läto resa stenen efter Vighjälm, sin son.